# Puchar Świata w kombinacji norweskiej 1989/1990
Sezon 1989/1990 Pucharu Świata w kombinacji norweskiej rozpoczął się 16 grudnia 1989 w szwajcarskim Sankt Moritz, zaś ostatnie zawody z tego cyklu zaplanowano w norweskim Oslo, 16 marca 1990 roku. 
Zawody odbyły się w 8 krajach: Austrii, Czechosłowacji, Finlandii, Niemczech, Norwegii, Szwecji, Szwajcarii oraz Związku Radzieckim.
Obrońcą Pucharu Świata był Norweg Trond-Arne Bredesen. W tym sezonie triumfował Austriak Klaus Sulzenbacher, który wygrał 5 z 9 zawodów.

## Kalendarz
| Lp | Data             | Miejscowość                   | Konkurencja          | 1. miejsce          | 2. miejsce          | 3. miejsce          |
| -- | ---------------- | ----------------------------- | -------------------- | ------------------- | ------------------- | ------------------- |
| 1. | 14 grudnia 1989  | Sankt Moritz                  | Gundersen K90/15 km  | Hippolyt Kempf      | Allar Levandi       | Trond-Arne Bredesen |
| 2. | 6 stycznia 1990  | Reit im Winkl                 | Gundersen K90/15 km  | Klaus Sulzenbacher  | Allar Levandi       | Trond Einar Elden   |
| 3. | 14 stycznia 1990 | Saalfelden am Steinernen Meer | Gundersen K90/15 km  | Klaus Sulzenbacher  | Fabrice Guy         | Allar Levandi       |
| 4. | 19 stycznia 1990 | Murau                         | Gundersen K90/15 km  | Klaus Sulzenbacher  | Fred Børre Lundberg | Fabrice Guy         |
| 5. | 10 lutego 1990   | Leningrad                     | Gundersen K90/15 km  | Fred Børre Lundberg | Knut Tore Apeland   | Allar Levandi       |
| 6. | 17 lutego 1990   | Štrbské Pleso                 | Gundersen K90/15 km  | Klaus Sulzenbacher  | Allar Levandi       | Knut Tore Apeland   |
| 7. | 2 marca 1990     | Lahti                         | Gundersen K90/20 km  | Knut Tore Apeland   | Allar Levandi       | Klaus Sulzenbacher  |
| 8. | 9 marca 1990     | Örnsköldsvik                  | Gundersen K90/15 km  | Klaus Sulzenbacher  | Fred Børre Lundberg | Allar Levandi       |
| 9. | 16 marca 1990    | Oslo                          | Gundersen K115/15 km | Andriej Dundukow    | Thomas Abratis      | Trond Einar Elden   |

## Klasyfikacje
| Lp.   | Zawodnik            | Punkty |
| 1.    | Klaus Sulzenbacher  | 164    |
| 2.    | Allar Levandi       | 135    |
| 3.    | Knut Tore Apeland   | 99     |
| 4.    | Fred Børre Lundberg | 94     |
| 5.    | Thomas Abratis      | 84     |
| 6.    | Fabrice Guy         | 81     |
| 7.    | Trond Einar Elden   | 78     |
| 8.    | Andriej Dundukow    | 53     |
| 9.    | Günther Csar        | 49     |
| 10.   | Hippolyt Kempf      | 44     |
| 10.   | Wasilij Sawin       | 44     |
| . . . |                     |        |
| 32.   | Stanisław Ustupski  | 2      |

| Lp. | Zawodnik       | Punkty |
| 1.  | Norwegia       | 379    |
| 2.  | Austria        | 305    |
| 3.  | ZSRR           | 149    |
| 4.  | NRD            | 129    |
| 5.  | Francja        | 116    |
| 6.  | Szwajcaria     | 87     |
| 7.  | RFN            | 80     |
| 8.  | Czechosłowacja | 41     |
| 9.  | Finlandia      | 35     |
| 10. | Japonia        | 20     |
| 11. | Polska         | 8      |